# Думай (город)
Дума́й — город в провинции Риау, на острове Суматра, Индонезия. Население — 265 208 чел. (по оценке 2009 года).

## Население
Этнический состав города весьма разнообразен. В городе проживают малайцы, яванцы, китайцы, батаки, бугисы и другие народы.

## Экономика
Город является крупным торговым центром. В Думае находится порт, через который осуществляется экспорт различных товаров, например, пальмового масла, но, в первую очередь, нефти. Среднегодовые темпы экономического роста в Думае в 2000-х гг. составили около 8 %. Быстро развиваются строительный сектор и сфера услуг. Тем не менее, основу экономики города составляет добыча нефти и природного газа.
Город обслуживается аэропортом Пинанг-Кампай.

## Города-побратимы
- Алор-Гаджа[англ.], Малайзия
- Тавау, Малайзия
- Лахад-Дату[англ.], Малайзия